# Teo Martín Motorsport
Teo Martín Motorsport est une écurie espagnole de sport automobile, fondée par Teo Martín. Elle participe au Super Championnat d'Espagne des rallyes, au WRC-2 et au Moto2,. Par le passé, l'équipe a également pris part au Championnat d’Espagne de Formule 4, au Championnat d’Espagne de Tourisme et à l’Euroformula Open. Son siège social est situé dans la zone industrielle de Ventorro del Cano à Alcorcón, où se trouve également la collection de voitures de Teo Martín.

## Histoire

### Débuts en sport
Après plusieurs années de compétition en rallyes nationaux, Teo Martín décide d’arrêter en 1987 pour fonder l’année suivante Teo Martín Automóviles, une écurie avec laquelle il participe au Championnat d’Espagne de Tourisme jusqu’en 1996. Durant cette période, il remporte plusieurs succès, notamment le titre de champion en 1992 avec 'Kuru' Villacieros, ainsi que les titres de vice-champion en 1994 et 1996.

### Parenthèse Emilio de Villota Motorsport
En 2013, l'équipe aligne quatre pilotes dans le championnat principal et deux dans la catégorie Cup. Hector Hurst remporte une course au Nürburgring et termine septième du classement général, devant son coéquipier Yarin Stern. En 2014, le championnat est rebaptisé Euroformula Open, et l'équipe recrute Yu Kanamaru et Che One Lim comme titulaires. Kanamaru reste au sein de l'équipe en 2015, mais cette fois aux côtés de José Manuel Vilalta. Cette saison-là, Kanamaru obtient sept podiums et remporte une course à Silverstone.

### Retour à la compétition: succès en GT, échec en monoplaces
En 2012, Teo Martín revient à la compétition en parrainant Rubén Gracia lors des épreuves du Championnat d’Espagne des Rallyes. Après avoir soutenu plusieurs autres pilotes, il décide en 2015 d’aller plus loin en relançant son écurie sous le nom de Teo Martín Motorsport.
L’équipe participe alors au GT Open avec une McLaren 650S GT3, pilotée par Miguel Ramos et Álvaro Parente. Dès leur première saison, ils remportent le championnat pilotes et terminent vice-champions au classement des écuries. De plus, lors de deux manches, une seconde McLaren est engagé en compétition. Cette même année, dans la catégorie espagnole de Car Cross en rallye, l’écurie soutient Pepe López Planelles, qui court sous ses couleurs.
En 2016, l'équipe rejoint la Formule V8 3.5 après avoir racheté la structure de DAMS et intégré le personnel de Pons Racing. Elle rejoint l'EuroFormula Open en reprenant Emilio de Villota Motorsport. Emilio de Villota Jr. est nommé manager des deux catégories. En GT Open, l’équipe aligne deux BMW M6 GT3, remportant le championnat par équipes et terminant 3ᵉ et 4ᵉ en individuel. En FV8 3.5, elle se classe 6ᵉ avec Visser et Kanamaru, tandis qu’en EF Open, elle finit 7ᵉ sans marquer de points, malgré l'engagement de 4 pilotes lors des deux premières manches.
En 2017, Konstantin Tereshchenko et Nelson Mason rejoignent la Formule V8, mais faute de budget, Mason ne dispute que cinq courses avant d’être remplacé par Álex Palou, qui obtient les meilleurs résultats de l’équipe cette saison-là. En 2018, après l'arrêt du championnat de Formule V8, ils se sont tournés vers le karting et les eSports. En GT Open, ils ont terminé troisièmes au classement général avec trois BMW M6 GT3 et ont décroché à nouveau le titre de vice-champions pilotes avec Fran Rueda et Andrés Saravia. En Euro Formula Open, l'équipe a disputé la saison complète avec le Néerlandais Bent Viscaal, tandis que la deuxième voiture n'a été utilisée que lors de cinq des dix courses. Viscaal a terminé vice-champion du championnat des pilotes et a remporté le trophée du meilleur rookie. Cela a permis à l'écurie de finir troisième du championnat des écuries, à 4 points du vice-champion.
En 2019, l'équipe change de voiture en GT Open et passe à trois McLaren 720S GT3. La saison est très disputée pour le titre : Rueda et Saravia, qui se répètent, terminent quatrièmes, tandis que le Portugais Henrique Chaves et le Croate Martin Kodrić marquent trois points de plus et finissent troisièmes, à égalité de points avec les vice-champions. Cette année, le Championnat d’Espagne de Tourisme a fait son retour, marquant également le retour de Teo Martín dans la compétition. Avec deux Honda Civic Type-R, son équipe a dominé le championnat, avec un Borja García leader de la saison et un Tony Albacete qui a progressé au fil des courses.
En 2020, après l'annulation de la saison du CET, l’équipe participe uniquement au GT Open avec deux McLaren 720S GT3. Le duo portugais Henrique Chaves et Miguel Ramos remporte le championnat des pilotes avec deux points d'avance, tandis que le Brésilien Marcelo Hahn décroche le titre en Pro-Am avec un point d’avance. L’écurie gagne également le championnat des équipes. Malgré cet accomplissement majeur, ils ne continuent pas dans le championnat pour la saison suivante et choisissent de se concentrer sur le Championnat d'Espagne de F4. La tentative n’a pas porté ses fruits, bien que pendant presque toute la saison 2021, l’équipe ait pu aligner trois voitures avec les mêmes pilotes. En effet, seul le Serbe Filip Jenić a pu se distinguer en atteignant un podium et même en remportant la dernière course, ce qui lui a permis de terminer à la 12e place du championnat des pilotes. En vue de la saison 2022, et malgré la nécessité d’acquérir trois nouveaux Tatuus F4-T421 pour la nouvelle saison, Teo Martín a décidé de fermer son équipe de F4 après la quatrième course, après le départ de Manuel Espírito Santo vers Campos Racing après la deuxième course, ce dernier ayant commencé à obtenir de bons résultats qu’il n’avait pas pu obtenir avec Teo. De plus, l’équipe a dû se séparer de Lola Lovinfosse, faute de budget pour continuer dans le championnat. En 2021, ils ont également participé à nouveau au CET, où ils ont une nouvelle fois été couronnés champions des écuries et des pilotes grâce aux  résultats de Félix Aparicio.

### Reconversion en rallye et en sport moto
Après avoir participé à la première saison du Super Championnat d'Espagne de Rallye en 2019 avec Daniel Marbán et Víctor Ferrero, ils reviennent en 2022 avec une équipe officielle soutenue par Hyundai Espagne,. A la fin de la saison, Pepe López est couronné champion d'Espagne devant Efrén Llarena. Cette année-là, ils commencent également à s'impliquer en tant qu'organisateurs, avec la création de la Toyota Gazoo Racing Iberian Cup, qui introduit la Toyota GR86 dans les rallyes. Elle trouvera son équivalent sur circuit en 2024 avec la création de la Toyota GR Cup Spain. En 2023, le changement a été confirmé avec la nouvelle stratégie de l'équipe, qui a fait son entrée pour la première fois dans le Championnat du Monde de Motocyclisme. L'équipe a été formée en partenariat avec l'entreprise MT Helmets pour participer à la catégorie Moto3, avec les pilotes Diogo Moreira et Syarifuddin Azman, tous deux sur des KTM. Moreira a terminé à la huitième place du championnat et a décroché une victoire à Mandalika. En 2024, l’équipe MT Helmets – MSi fera son entrée dans le FIM CEV et en Moto2, en prenant la place laissée vacante par Pons Racing et recrutant les deux prétendants au titre, Sergio García et Ai Ogura. Cette saison, l'équipe s'inscrit également pour la première fois en WRC-2 avec une Toyota GR Yaris Rally2.

## Résultats en course
| Saison | Championnat                        | Voiture                             | Pilotes                                                           | Manches                             | Victoires                           | Pôles                               | M/Tours                             | Podiums                             | Points                              | C.P                                 |
| ------ | ---------------------------------- | ----------------------------------- | ----------------------------------------------------------------- | ----------------------------------- | ----------------------------------- | ----------------------------------- | ----------------------------------- | ----------------------------------- | ----------------------------------- | ----------------------------------- |
| 2015   | International GT Open              | McLaren 650S GT3                    | Álvaro Parente Miguel Ramos                                       | 7 sur 7                             | 4                                   | 7                                   | ?                                   | 12                                  | 107                                 | 2e                                  |
| 2016   | International GT Open              | BMW M6 GT3                          | Fernando Monje Gustavo Yacamán                                    | 7 sur 7                             | 5                                   | 2                                   | ?                                   | 10                                  | 95                                  | 1er                                 |
| 2016   | Formule V8 3.5                     | Dallara T12-Zytek ZRS03             | Beitske Visser Yu Kanamaru                                        | 9 sur 9                             | 0                                   | 0                                   | 0                                   | 0                                   | 135                                 | 6.º                                 |
| 2016   | Euroformula Open                   | Dallara F312-Toyota                 | Tatiana Calderón Petru Florescu Dorian Boccolacci Nikita Zlobin   | 8 sur 8                             | 0                                   | 0                                   | 0                                   | 2                                   | 0                                   | 7.º                                 |
| 2017   | International GT Open              | BMW M6 GT3                          | Fran Rueda Victor Bouveng                                         | 7 sur 7                             | 4                                   | 4                                   | ?                                   | 8                                   | 98                                  | 2e                                  |
| 2017   | Formule V8 3.5                     | Dallara T12-Zytek ZRS03             | Konstantin Tereshchenko Nelson Mason Álex Palou                   | 8 sur 8                             | 1                                   | 3                                   | 1                                   | 4                                   | 198                                 | 5.º                                 |
| 2017   | Euroformula Open                   | Dallara F312-Toyota                 | Javier Cobián Pedro Cardoso Eliseo Martínez                       | 8 sur 8                             | 0                                   | 0                                   | 0                                   | 0                                   | 9                                   | 6.º                                 |
| 2018   | International GT Open              | BMW M6 GT3                          | Fran Rueda Andrés Saravia                                         | 7 sur 7                             | 3                                   | 2                                   | 3                                   | 8                                   | 79                                  | 3.º                                 |
| 2018   | Euroformula Open                   | Dallara F312-Toyota                 | Bent Viscaal Moritz Müller-Crepon Aldo Festante                   | 8 sur 8                             | 1                                   | 4                                   | 2                                   | 12                                  | 98                                  | 3.º                                 |
| 2019   | International GT Open              | McLaren 720S GT3                    | Henrique Chaves Martin Kodrić                                     | 7 sur 7                             | 4                                   | 2                                   | ?                                   | 13                                  | 134                                 | 2e                                  |
| 2019   | Euroformula Open                   | Dallara F317 - Mercedes             | Lukas Dunner Guilherme Samaia Aldo Festante                       | 9 sur 9                             | 0                                   | 2                                   | 3                                   | 7                                   | 64                                  | 4.º                                 |
| 2019   | CET                                | Honda Civic Type-R                  | Borja García                                                      | 6 sur 6                             | 4                                   | 3                                   | 7                                   | 13                                  | 500                                 | 1er                                 |
| 2020   | International GT Open              | McLaren 720S GT3                    | Henrique Chaves Miguel Ramos                                      | 6 sur 6                             | 2                                   | 3                                   | 7                                   | 10                                  | 105                                 | 1er                                 |
| 2020   | CET                                | Saison annulé en raison du Covid-19 | Saison annulé en raison du Covid-19                               | Saison annulé en raison du Covid-19 | Saison annulé en raison du Covid-19 | Saison annulé en raison du Covid-19 | Saison annulé en raison du Covid-19 | Saison annulé en raison du Covid-19 | Saison annulé en raison du Covid-19 | Saison annulé en raison du Covid-19 |
| 2021   | Championnat d'Espagne de Formule 4 | Tatuus F4-T014                      | Jorge Campos Filip Jenić Oliver Michl                             | 7 sur 7                             | 1                                   | 0                                   | 0                                   | 2                                   | 60                                  | 6.º                                 |
| 2021   | CET                                | Honda Civic Type-R                  | Félix Aparicio                                                    | 5 sur 5                             | 7                                   | 3                                   | 8                                   | 17                                  | 772                                 | 1er                                 |
| 2022   | Championnat d'Espagne de Formule 4 | Tatuus F4-T421                      | Lola Lovinfosse Daniel Nogales Daniel Maciá Manuel Espírito Santo | 4 sur 7                             | 0                                   | 0                                   | 0                                   | 0                                   | 1                                   | 10.º                                |
| 2022   | TCR Spain                          | Hyundai Elantra N TCR               | Alejandro Geppert                                                 | 5 sur 5                             | 4                                   | 1                                   | 3                                   | 15                                  | 640                                 | 2e                                  |
| 2023   | Moto3                              | KTM RC250GP                         | Diogo Moreira Syarifuddin Azman Luca Lunetta Danial Shahril       | 20 sur 20                           | 1                                   | 1                                   | 0                                   | 3                                   | 136                                 | 9.º                                 |
| 2024   | Moto3                              | KTM RC250GP                         | Ryusei Yamanaka Iván Ortolá                                       | 20 sur 20                           |                                     |                                     |                                     |                                     |                                     |                                     |
| 2024   | Moto2                              | B-25                                | Sergio Garcia Ai Ogura                                            | 20 sur 20                           |                                     |                                     |                                     |                                     |                                     |                                     |
| 2024   | WRC2                               | Toyota GR Yaris Rally2              | Jan Solans copilote : Rodrigo Sanjuan                             |                                     |                                     |                                     |                                     |                                     |                                     |                                     |
| 2024   | MotoE                              | Ducati                              | Miquel Pons (en) Oscar Gutiérrez                                  |                                     |                                     |                                     |                                     |                                     |                                     |                                     |
| 2025   | Moto3                              | KTM RC250GP                         | Angel Piqueras Ryusei Yamanaka                                    |                                     |                                     |                                     |                                     |                                     |                                     |                                     |
| 2025   | Moto2                              | B-25                                | Sergio García Iván Ortolá                                         |                                     |                                     |                                     |                                     |                                     |                                     |                                     |
| 2025   | WRC2                               | Toyota GR Yaris Rally2              | Diego Domínguez Jr. copilote : Rogelio Penate                     |                                     |                                     |                                     |                                     |                                     |                                     |                                     |
| 2025   | MotoE                              | Ducati V21L                         | Óscar Gutiérrez Jacopo Hosciuc                                    |                                     |                                     |                                     |                                     |                                     |                                     |                                     |
| Total  |                                    |                                     |                                                                   |                                     | 41                                  | 37                                  | 34                                  | 136                                 |                                     |                                     |

### Formule V8 3.5
| Saison | Pilotes                 | Courses | Victoires | Pôles position | M/Tours | Podiums | Points | C.P | C.C |
| ------ | ----------------------- | ------- | --------- | -------------- | ------- | ------- | ------ | --- | --- |
| 2016   | Yu Kanamaru             | 18      | 0         | 0              | 0       | 0       | 85     | 8e  | 6e  |
| 2016   | Beitske Visser          | 17      | 0         | 0              | 0       | 0       | 50     | 13e | 6e  |
| 2017   | Konstantin Tereshchenko | 16      | 0         | 0              | 0       | 1       | 94     | 8e  | 5e  |
| 2017   | Nelson Mason            | 9       | 0         | 0              | 1       | 0       | 42     | 11e | 5e  |
| 2017   | Álex Palou              | 6       | 1         | 3              | 1       | 3       | 68     | 10e | 5e  |

### Moto3
| Saison | Pilotes           | Courses | Victoires | Pôles position | M/Tours | Podiums | Points | C.P | C.C |
| ------ | ----------------- | ------- | --------- | -------------- | ------- | ------- | ------ | --- | --- |
| 2023   | Diogo Moreira     | 20      | 1         | 1              | 0       | 3       | 131    | 8e  | 9e  |
| 2023   | Danial Shahril    |         |           |                |         |         | 0      | 37e | 9e  |
| 2023   | Luca Lunetta      |         |           |                |         |         | 0      | 36e | 9e  |
| 2023   | Syarifuddin Azman |         |           |                |         |         | 5      | 28e | 9e  |
| 2024   | Ryusei Yamanaka   | 20      | 0         | 0              | 1       | 1       | 131    | 11e |     |
| 2024   | Iván Ortolá       | 20      | 2         | 6              | 1       | 7       | 224    | 4e  |     |
| 2025   | Ryusei Yamanaka   | 0       | 0         | 0              | 0       | 0       | 0      |     |     |
| 2025   | Angel Piqueras    | 0       | 0         | 0              | 0       | 0       | 0      |     |     |

### Moto2
| Saison | Pilotes       | Courses | Victoires | Pôles position | M/Tours | Podiums | Points | C.P | C.C |
| ------ | ------------- | ------- | --------- | -------------- | ------- | ------- | ------ | --- | --- |
| 2024   | Sergio Garcia | 20      | 2         | 1              | 1       | 5       | 191    | 4e  |     |
| 2024   | Ai Ogura      | 20      | 3         | 2              | 2       | 8       | 274    | 1er |     |
| 2025   | Sergio García |         | 0         | 0              | 0       | 0       | 0      |     |     |
| 2025   | Iván Ortolá   | 0       | 0         | 0              | 0       | 0       | 0      |     |     |

### Championnat d'Espagne de Formule 4
| Saison | Pilotes                | Courses | Victoires | Pôles position | M/Tours | Podiums | Points | C.P | C.C |
| ------ | ---------------------- | ------- | --------- | -------------- | ------- | ------- | ------ | --- | --- |
| 2021   | Jorge Campos           | 18      | 0         | 0              | 0       | 0       | 3      | 22e | 6e  |
| 2021   | Filip Jenić            | 21      | 1         | 0              | 0       | 2       | 50     | 12e | 6e  |
| 2021   | Oliver Michl           | 18      | 0         | 0              | 0       | 0       | 2      | 23e | 6e  |
| 2022   | Lola Lovinfosse        | 12      | 0         | 0              | 0       | 0       | 0      | 37e | 10e |
| 2022   | Manuel Espírito Santo* | 6       | 0         | 0              | 0       | 2       | 59     | 12e | 10e |
| 2022   | Daniel Maciá           | 3       | 0         | 0              | 0       | 0       | 0      | 38e | 10e |
| 2022   | Daniel Nogales         | 12      | 0         | 0              | 0       | 0       | 26     | 14e | 10e |

*résultats partagé avec une autre écurie 